# Kiffing
Der Kiffing ist ein Forstort und Höhenzug im Kuppigen Solling und erreicht im Heuberg eine Höhe von 344,1 m ü. NN. Er liegt in der Gemarkung Oberförsterei Oedelsheim der Gemeinde Wesertal, Landkreis Kassel, Hessen (Deutschland). Historisch ist für das Waldgebiet der Gemarkung der Name Werderholz überliefert.

## Geographie

### Geographische Lage
Der Kiffing liegt im äußersten Norden von Nordhessen rechts und östlich der Oberweser im Kuppigen Solling, der als Südausläufer des Solling das Uslarer Becken umgibt. Der Kiffing nimmt den nördlichen Teil der unbewohnten Waldgemarkung Oberförsterei Oedelsheim ein. In dieser Gemarkung sind so gut wie alle östlich der Weser gelegenen Waldgebiete der hessischen Gemeinde Wesertal zusammengefasst.
Der Kiffing wird im Uhrzeigersinn umgeben von folgenden Ortsteilen der Gemeinde Wesertal: Oedelsheim im Süden, Gieselwerder und Lippoldsberg im Westen, Vernawahlshausen, Arenborn und Heisebeck im Osten.
Am Nordrand des Höhenzuges steht im Talschluss südöstlich des „Pfeiffengrund“ das „Klinik- und Rehabilitationszentrum Lippoldsberg“, weiter östlich befinden sich westlich oberhalb des „Köhlergrund“ die kleinen „Steinklippen“ und im Osten am Waldparkplatz „Sattel“ liegt der „Schießstand Vernawahlshausen“.

### Naturräumliche Zuordnung
Der Kiffing gehört in der naturräumlichen Haupteinheitengruppe Weser-Leine-Bergland (Nr. 37) und in der Haupteinheit Solling, Bramwald und Reinhardswald (370) zur Untereinheit Kuppiger Solling (370.1). Die Landschaft fällt nach Süden und Westen in die Untereinheit Weserdurchbruchstal (370.3), und nach Osten leitet sie in die Untereinheit Uslarer Becken (370.2) über.

### Berge
Zu den Bergen und Erhebungen von Kiffing und Werderholz gehören – sortiert nach Höhe in Meter (m) über NN:
| - Heuberg (344,1 m); mit Sendeturm - Zwersberg (319,4 m) - Rappenhagen (300,7 m) | - Wahlsburg (ca. 245 m; mit Ringwall) - Steinklippen (ca. 237 m) |

### Fließgewässer
Zu den Fließgewässern im und am Kiffing und Werderholz gehören:
- Föhrenbach (Zufluss der Weser)
- Höllengraben (Zufluss der Weser)
- Rodenbach (Zufluss der Schwülme)
- Schwülme (Zufluss der Weser)
- Weser (Strom zur Nordsee)

## Geschichte
Das Waldgebiet, in dem der Kiffing liegt, ist historisch unter dem Namen Werderholz bekannt und dieser leitet sich von dem Namen der Ortschaft Gieselwerder ab, historisch belegt durch die Prozessakten eines Prozesses zwischen Hessen und Braunschweig vor dem Reichskammergericht:
„Setzt und sagt Landtgrauischer Anwaldt, wahr sei, daz etliche gewälde, geholtz vndt wildtfuren Jenseit dem Wasser der Weser, zwischen den Beiden Clostern Lippoldesberg vndt Bursfeldt, auch den Beiden hessischen Dorfern Walshausen vndt Hesenbergk, nach gemeinem Namen daz Werderholz genant, Im furstenthumb zu hessen gelegen.“
Zum Werderholz gehören verschiedene Forst- oder Waldorte, unter ihnen das Nonnenholz, der Heuberg, der Pfeifengrund und der Kiffing.
Einerseits ist der historische Begriff Werderholz im Sprachgebrauch der umliegenden Dörfer in Vergessenheit geraten, andererseits ist der auf vielen Wanderkarten und topographischen Karten für den Höhenzug verzeichnete Begriff Kiffing noch wenig geläufig.